# Poptong
Poptong (Hán Việt: Pháp Động) là một huyện thuộc tỉnh Kangwon tại Cộng hòa Dân chủ Nhân dân Triều Tiên. Huyện nằm giữa hai dãy núi Masikryong và dãy núi Ahobiryong, khoảng 90% diện tích của huyện cao trên 400 mét so với mực nước biển. Đỉnh cao nhất trên địa bàn là Turyusan. Chỉ 5% huyện có địa hình bằng phẳng. Sông chính của huyện là Imjin, Komitanchon và Tongdongchon (통동천). Huyện có diện tích rừng lớn.
Nền kinh tế địa phương dựa vào ngành chế tạo và khai mỏ. Các hàng hóa sản xuất gồm có hàng tiêu dùng, máy móc, thuốc, hóa chất và giấy. Các sản phẩm sản xuất trong huyện được tiêu thụ trên khắp Bắc Triều Tiên. Chỉ khoảng 6,5% diện tích là có thể trồng trọt được và nông sản chủ yếu là ngô. Huyện cũng phát triển ngành chăn nuôi và được biết đến từ lâu với sản phẩm mật ong.
Năm 2008, dân số toàn huyện là 35.119 (16.552 nam và 18.567 nữ), trong đó dân số thành thị là 8.609 người (24,5%) và dân số nông thôn là 26 510 người (75,5%).